# Phoenix (Wenholthausen)
Phoenix is een historisch merk van motorfietsen.
Phönix Motorradwerk GmbH, Wenholthausen, later R.M.W. Motorradwerke GmbH en Phönix-Fahrzeugbau GmbH, Neheim-Ruhr (1933-1935). 
Het merk Phoenix was eigendom van RMW in Neheim aan de Ruhr en werd opgezet om de tussenhandel te omzeilen en zodoende dezelfde machines als RMW goedkoper te kunnen leveren. Dat stuitte op veel protesten en men stopte er in 1935 mee. Het "filiaal" in Wenholthausen werd gesloten, maar RMW bleef bestaan.
- Zie ook Bleha

- Andere merken met de naam Phoenix, zie Phoenix (Australië) - Phoenix (Charleroi) - Phoenix (Duitsland) - Phoenix (Groot-Brittannië) - Phoenix (Leeuwarden) - Phoenix (Londen)